# Kurt Held
Kurt Held (Jena, 4 novembre 1897 – Sorengo, 9 dicembre 1969) è stato uno scrittore e poeta tedesco.

## Biografia
Esordì con la raccolta di poesie "Nuovo seme" (1919-1922) indirizzata a ciò che egli definiva "popolo addormentato". Militante comunista, la sua opera successiva si concentra maggiormente sulla lotta di classe e sulla guerra. Costretto all'esilio, pubblicò lavori degni di nota come Barrikaden an der Ruhr (1935), il romanzo "Passeggeri di III classe" (1927) e Die Toten von Pabjanice (1936), dal forte connotato antifascista.
Negli anni '40 scrisse diversi libri per bambini, tra i quali si menzionano Zora la rossa (1941), Der Trommler von Faido (1947-49) e Matthias und seine Freunde (1949). Insieme a sua moglie Lisa Tetzner collaborò a I fratelli neri (1940).